# Freddy Allemann
Freddy Allemann (* 11. Juni 1957 in Basel) ist ein Schweizer Schriftsteller und Performer. Seit 2009 leitet er das Théâtre de la Fabrik in Hégenheim, Elsass.

## Leben
Er lebte von 1972 bis 1981 in Ascona, bildete sich zum Buchhändler aus, besuchte eine Schauspielschule und spielte viele Jahre Theater. Er kam bereits in jungen Jahren in Kontakt mit namhaften Künstlern und Autoren im Tessin, die ihn in seinem schriftstellerischen Schaffen förderten. Erste Publikationen erschienen in Zeitungen und Zeitschriften ab ca. 1975. Im Jahre 1978 gründete er die Literaturzeitschrift Philodendron. Für einige Jahre war Allemann Vizepräsident des Deutschschweizer P.E.N.-Zentrums. Anfang 1991 gründete er die Gruppe Basler Autorinnen und Autoren. Ab 2002 arbeitete er erfolgreich mit dem Musiker Laurent Charles in dadaistischen Bühnenprogrammen zusammen. Lyrik von Allemann wurde auch auf Albanisch und Französisch übersetzt.
Allemann ist ein Cousin der Lyrikerin Silja Walter und des Schriftstellers Otto F. Walter. Er ist Mitglied des Deutschschweizer P.E.N.-Zentrums, der ADS Autorinnen und Autoren der Schweiz und des ZSV Zürich.

## Werke
- Gedichte aus dem Strassengraben, Bonetti, Locarno 1975
- Ascolife, Projektfilm über Ascona (1977; Original verschollen)
- Feuerlauf. Gedichte. Leu, Zürich 1991
- Hollywood liegt bei Ascona. Roman. Leu, Zürich 1994
- Brandsatz, Roman. Janus Verlag, Basel 1999
- La Rosière. Erzählungen. OSL Verlag, Basel 2004
- Nietage, Momente, Verfilzt. Fotoband mit Laurent Charles. Edition DUOLIT, Basel 2015
- TRANSIT. Ein fotografisches Lesebuch. Fotoband mit Laurent Charles. Edition DUOLIT, Basel 2017
- Ruehrwoerk – Ton – Text – Tinte. DVD mit Laurent Charles, Thomas Ritz, Jörg Jauss und Martin Wicki
- Bubi, dein Bukett ist verbummelt. DVD mit Laurent Charles in der Formation DUOLIT